# حماسه گسار خان

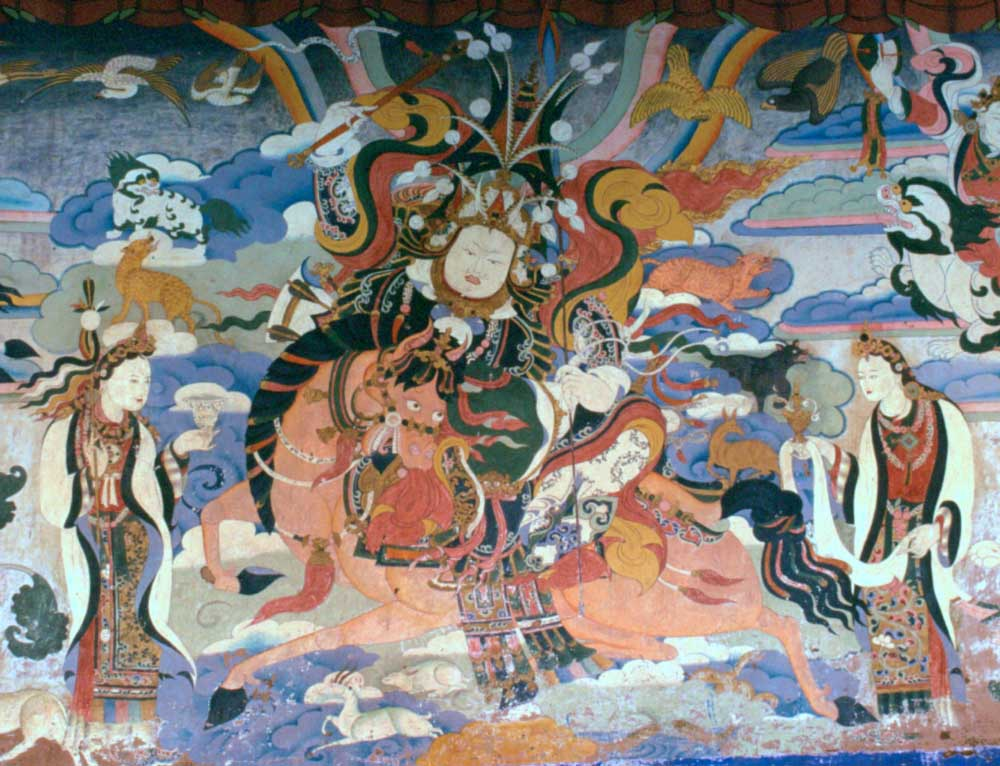
دیوارنگاره‌ای از گسار.

حماسه گسار خان (که حماسه شاه گِسار یا حماسه گَزَر خان هم نامیده می‌شود) مهم‌ترین اثر حماسی تبت و بخش بزرگی از آسیای میانه است.
این کتاب حماسی، در حدود ۱۰ میلیون واژه دارد و امروزه ۱۴۰ نقّال (از ملیت‌های تبتی، مغولی و تو) هنوز به نقل این داستان اشتغال دارند.
این حماسه در حدود هزار سال دیرینگی دارد و داستان آن دربارهٔ شاهی دلاور به نام گسار است که بر سرزمینی افسانه‌ای به نام لینگ فرمانروایی می‌کرد. این حماسه، یک داستان پرماجراست که تمثیلهای به‌کار رفته در آن ریشه‌های عمیقی در بوداگرایی تبتی دارد.
حماسه گسار خان در اوایل سده ۱۲ میلادی کامل شده و در نواحی تبتی‌نشین به‌طور گسترده سینه به سینه نقل شده‌است.
حماسه گسار خان حکایت از آن دارد که در زمان‌های بسیار بسیار قدیم بلایا و فلاکتهای عظیم تمام نواحی تبت را دربر گرفت و دیوها و اهریمنان بر مردم رنج‌های طاقت‌فرسا تحمیل می‌کردند. با این حال بودای نیکدل و مشفق «گوان شی این» به منظور نجات مردم از ورطه رنج و درد از خداوند تمنا کرد تا پسر خود را به میان مردم بفرستد و بدین‌سان «توباگه» پسر خدا به دنیای انسان‌ها گام گذارد. وی از روز تولد مبارزه با اهریمنان را آغاز کرد، در ۵ سالگی با همراهان خود به کنار رودخانه زرد کوچ کرد و در ۱۲ سالگی به علت پیروزی در مسابقه اسب‌سواری قبیله‌ای بر روی تخت سلطنت نشسته و شاه تبتی‌ها شد و ملک گسار نام گرفت. از آن به بعد، وی با قدرت و توانائی بی نظیر برای نابودی روحهای خبیث و اهریمنان در همه جا سلحشورانه با نیروهای دشمن جنگید و برغم اتهامات دروغین و توطئه‌چینی‌ها به کمک نیروی خود و حمایت خداوند و بوداها شکست‌ناپذیر شد و پیروز میدان بود و برای مردم رفاه و سعادت فراوانی به همراه آورد.
پس از آن‌که تمام دیوها در جهان انسان به دست او از بین رفتند، وی به هماه مادر و زن‌های خود به بهشت بازگشت.